# احمدآباد (نصرت‌آباد)
احمدآباد یا دشت مل موتور احمدناروئی روستایی در دهستان نصرت‌آباد بخش نصرت‌آباد شهرستان زاهدان استان سیستان و بلوچستان ایران است.

## جمعیت
بر پایه سرشماری عمومی نفوس و مسکن در سال ۱۳۹۵ جمعیت این روستا ۳۵ نفر (۸خانوار) بوده‌است.